# Комитет правника за људска права
Kомитет правника за људска права (YUCOM) невладина је организација основана новембра 1997. године у Београду са циљем промовисања и заговарања владавине права и заштите људских права, у складу са општеприхваћеним цивилизацијским стандардима, међународним конвенцијама и домаћим правом, успостављања и развијања правне државе и транзиционе правде. Баве се пружањем бесплатне правне помоћи жртвама чија су људска права повређена и развијањем сарадње са домаћим и међународним организацијама укљученим у заштиту и промоцију људских права. Чланови комитета су правници и други стручњаци у области људских права, као и студенти ангажовани у овој области. 
Комитет је учествовоао у изради и заговарању усвајања следећих закона: 
- Закон о слободном приступу информацијама од јавног значаја (2004. године);
- Закон о основама система образовања и васпитања (2009. године);
- Закон о предшколском образовању (2009. године);
- Закон о забрани дискриминације (2009. године);[4]
- Закон о заштити података о личности (2008. године);
- Закон о социјалној заштити (2011. године).[5]